# Hochwasserrückhaltebecken Wolterdingen
Das Hochwasserrückhaltebecken Wolterdingen wurde zwischen 2006 und 2012 am Stadtrand von Donaueschingen-Wolterdingen im Schwarzwald-Baar-Kreis, Baden-Württemberg, gebaut.

## Aufbau
Das Hochwasserrückhaltebecken soll den Hochwasserschutz an der Breg und der Donau verbessern. Es wird die Hochwasserspitzen des 100-jährlichen Hochwassers maßgeblich reduzieren. Es ist ein Trockenbecken, das nur bei Hochwasser gefüllt wird. Der mögliche Stauinhalt des Beckens beträgt 4,7 Mio. m³. Die Staufläche wird dann 70 ha groß sein. Bauherr ist das Land Baden-Württemberg.
Der Staudamm ist leicht gekrümmt und besitzt eine Höhe von 18 m über der Gewässersohle. Der Staudamm wird für Fische durchgängig gebaut. Diese sollen bei normalem Wasserstand durch einen von drei Durchlässen, den sogenannten Ökostollen, schwimmen können.

## Geschichte
Am 13. Juli 2006 fand der erste Spatenstich statt. Von 2006 bis 2008 werden die Stahlbetonarbeiten durchgeführt, von 2006 bis 2011 dauerten die Stahlwasserbauarbeiten. Der Damm wurde von 2008 bis 2011 geschüttet. Am 29. Juni 2012 wurde das Hochwasserrückhaltebecken im Rahmen eines Festaktes in Betrieb genommen. Die Baukosten werden mit 23 Millionen Euro angegeben.
Vor Weihnachten 2012 wurde ein Probestau durchgeführt. Während dieses Probestaus wurde unter anderem ein Teilstück der Landstraße L180 überflutet, das diesen Vorgang jedoch unbeschadet überstand.

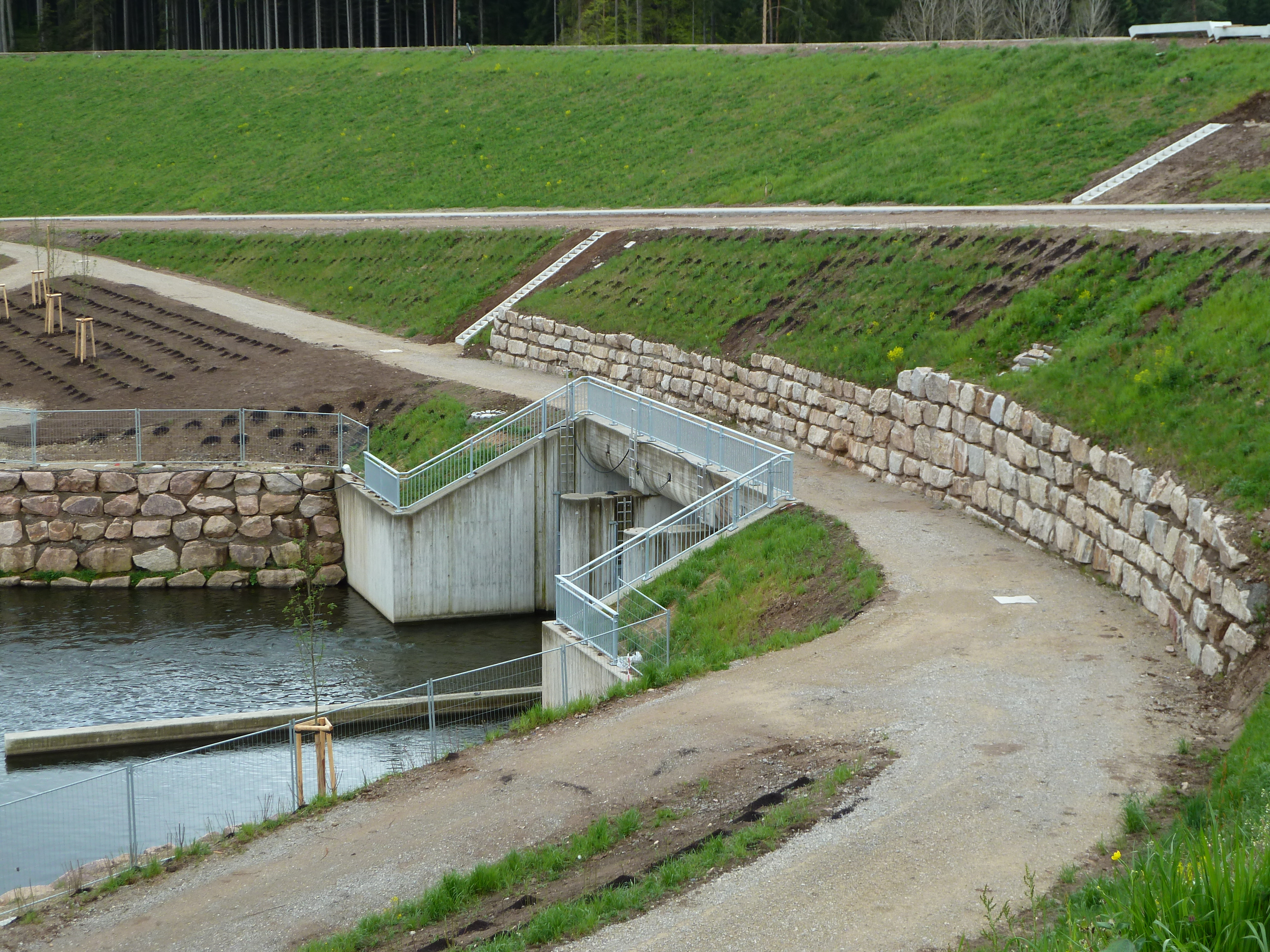
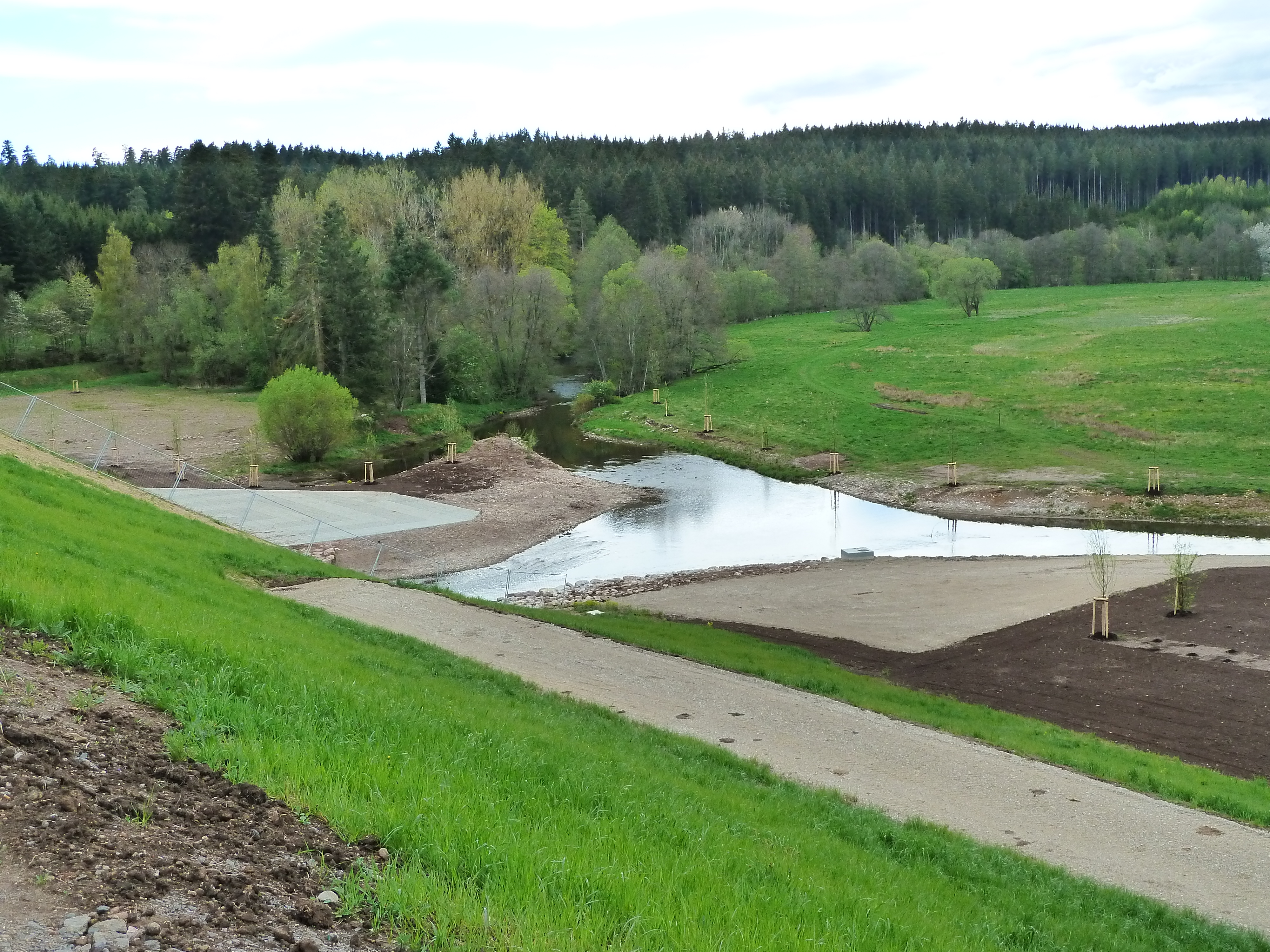

## Einstaus

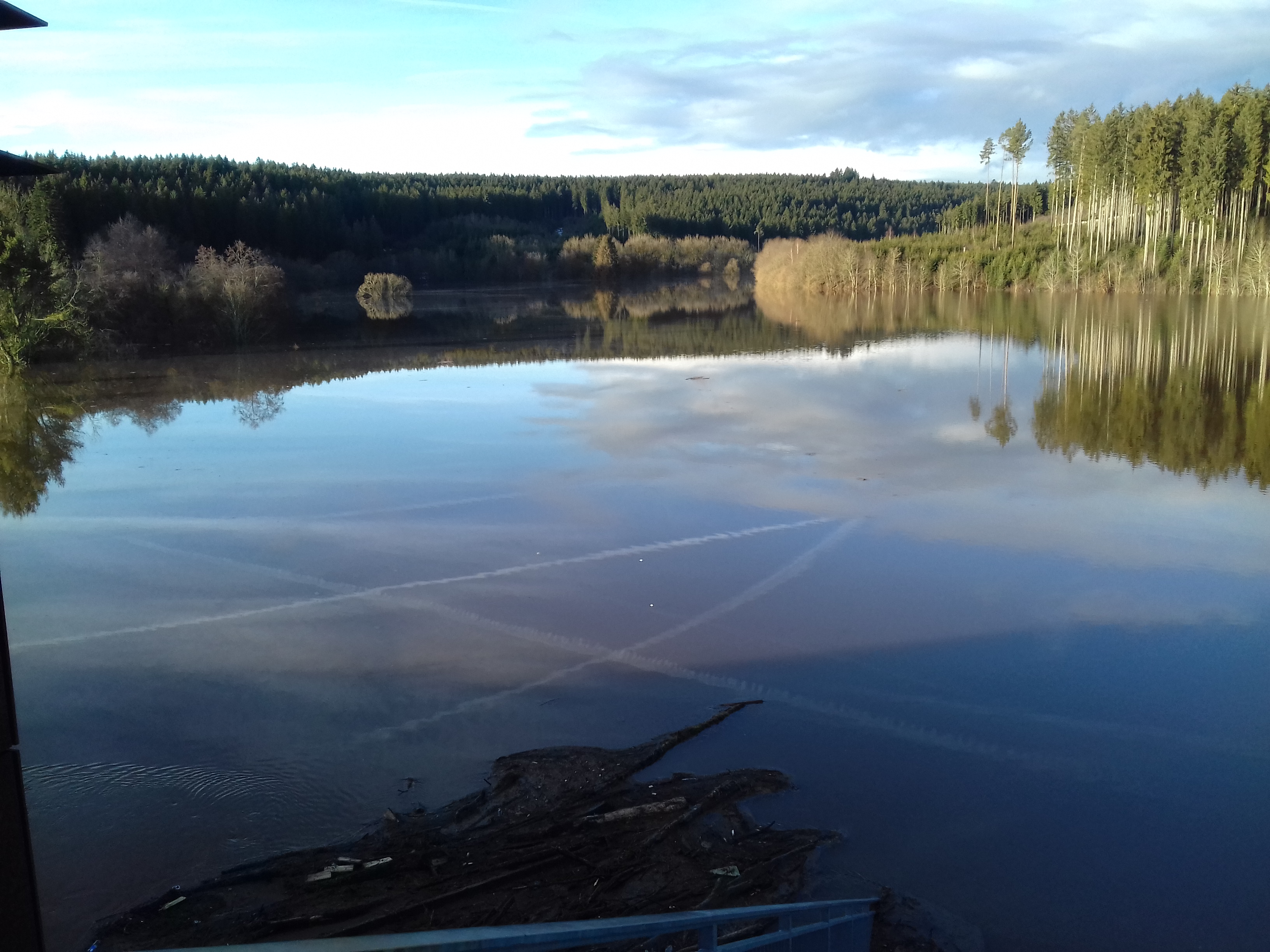
Blick vom Damm Richtung Bregtal
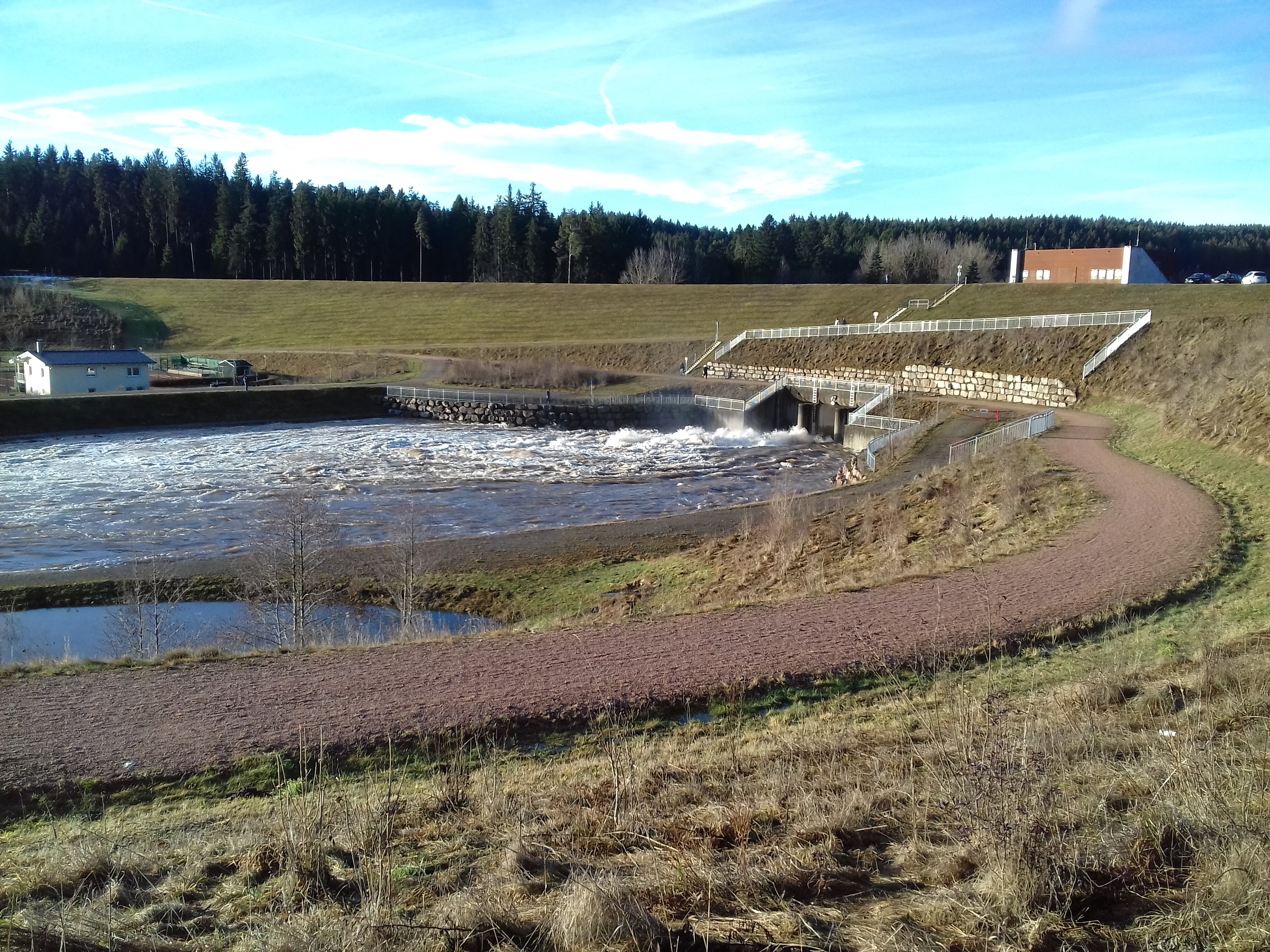
Damm von der trockenen Seite
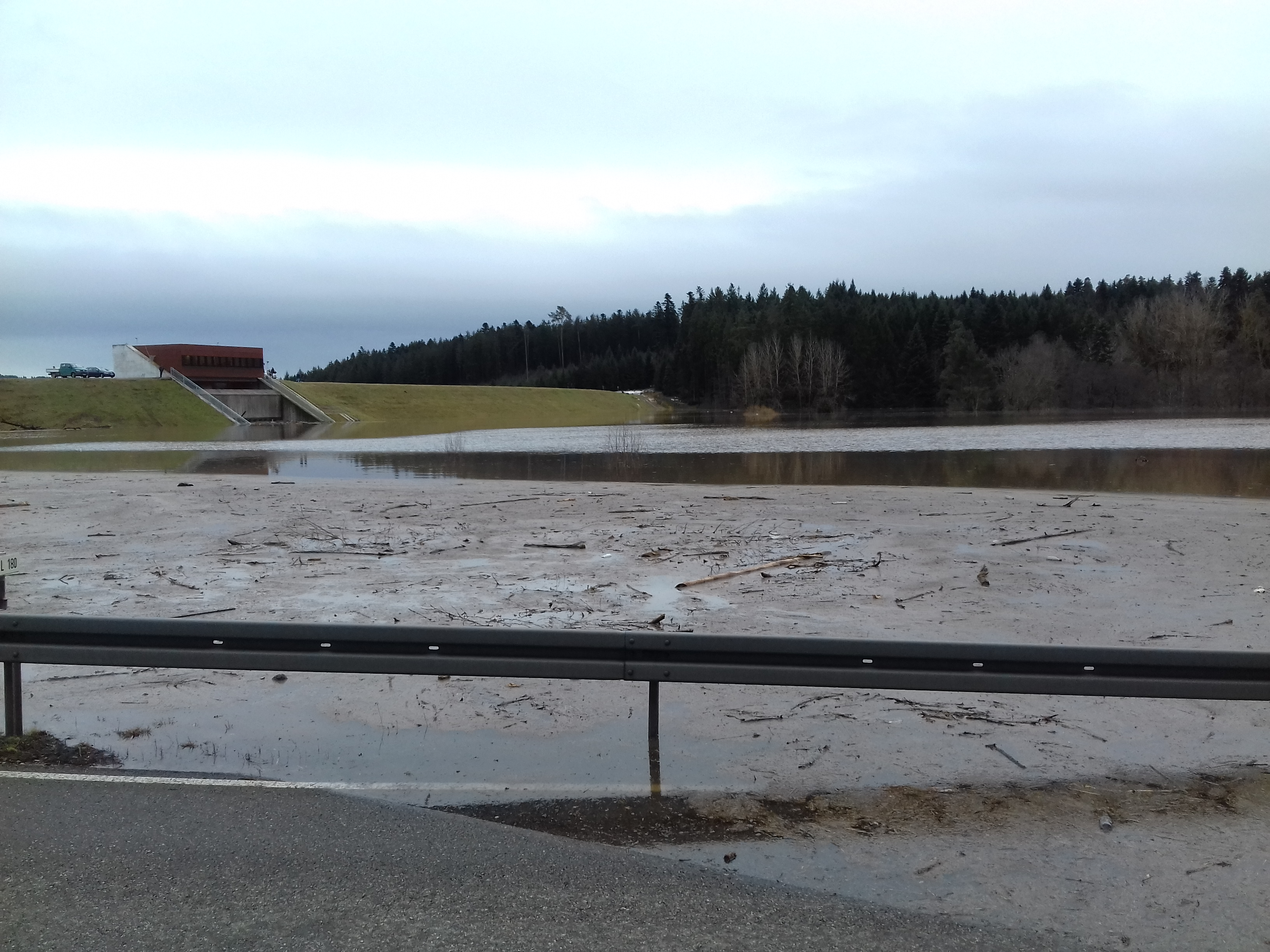
Damm von der „Seeseite“

| Datum             | Pegel Hammereisenbach | Beckenpegel | Auslauf              | Pegel Donaueschingen | Bemerkungen |
| ----------------- | --------------------- | ----------- | -------------------- | -------------------- | --- |
| Dezember 2012     |                       |             |                      |                      | Probestau |
| 04.–07.01.2018    |                       |             |                      |                      | 03.01. 15:30 Voralarm 1 04.01. 14:52 Voralarm 2 04.01. 18:51 Sperrung L180 04.01. Beginn Einstau 05.01. 03:46 Verschluss durch Alu-Einschübe 05./06.01. Höhepunkt der Füllung 07.01. Becken wieder leer                           |
| 03.–04.02.2020    |                       |             |                      |                      | Erreichter Wasserstand 7 Meter. |
| 29.01.–05.02.2021 |                       |             | Pegel war in Wartung |                      | 29.01. 07:33 Voralarm 1 29.02. Beginn 1. Einstau 02.02. 22:09 Voralarm 2 03.02.21 07:28 Sperrung L180 03.02. Beginn 2. Einstau 03.02. 18:27 Verschluss durch Alu-Einschübe 04.02. Höhepunkt der Füllung 05.02. Becken wieder leer |